# Dimitar Milanov
Dimitar Milanov (Bulgaars: Димитър Миланов) (Sofia, 18 oktober 1928 - Sofia, 1995) was een Bulgaars voetballer en voetbalcoach. Hij heeft gespeeld bij Botev Sofia, Septemvri Sofia en CSKA Sofia.

## Loopbaan
Milanov won met CSKA Sofia zelfs 10 keer competitie titels en 3 keer Bulgaarse bekers. Hij werd twee keer topscorer van de competitie.
Milanov maakte zijn debuut voor Bulgarije in 1948. Hij heeft 39 wedstrijden gespeeld voor de nationale ploeg en hij heeft 19 doelpunten gescoord. Hij zat in de selectie die deed mee aan het voetbaltoernooi op de Olympische Zomerspelen 1952. Hij maakte deel uit van de selectie voor het voetbaltoernooi op de Olympische Zomerspelen 1956, waar Bulgarije een bronzen medaille won.

## Erelijst
- Olympische Zomerspelen 1956 : 1956 (Brons)
- Parva Liga (10) : 1948, 1951, 1952, 1954, 1955, 1956, 1957, 1958, 1958–59, 1959–60
- Bulgarije beker (3) : 1951, 1954, 1955

### Individueel
- Parva Liga Topscorer (2) : 1948–49 (11 doelpunten), 1951 (13 doelpunten)